# Peter L’Huillier
Erzbischof Peter (eigentlich Paul L’Huillier; * 3. Dezember 1926 in Paris; † 19. November 2007 in Bronxville, New York) war Erzbischof von New York und New Jersey der Orthodoxen Kirche in Amerika (OCA).

## Leben
Paul L’Huillier konvertierte 1945 zur Orthodoxie während seines Aufenthalts am St. Dionysus Institute in Paris. Am 30. August 1954 empfing er unter dem Namen Peter die Mönchsweihe, fünf Tage später die Weihe zum Mönchsdiakon und einen Tag später die Weihe zum Mönchspriester durch Erzbischof Boris.
Nach seiner Erhebung zum Archimandriten 1960 erfolgte am 12. September 1968 im Alexander-Newski-Kloster in St. Petersburg seine Bischofsweihe durch Erzbischof Nikodim von Leningrad, Philareth von Kiev und Anthony von Sourozh. Er wirkte zunächst als Bischof von Chersonese im Exarchat der orthodoxen Gemeinden russischer Tradition in Westeuropa. Auf Einladung des Metropoliten Theodosius Lazor diente er ab 1979 in der Orthodoxen Kirche in Amerika und wurde sogleich für zwei Jahre als (Weih-)Bischof von Brooklyn in der Diözese New York installiert. 1981 löste er Metropolit Theodosius als Bischof von New York und New Jersey ab, nachdem die Diözese Washington als Sitz des Primas der OCA gegründet wurde. 1990 erfolgte seine Erhebung zum Erzbischof durch die Heiliger Synod.
Nach seiner Emeritierung am 30. April 2005 wurde die Diözese New York und New Jersey mit der Diözese Washington zur Diözese Washington und New York fusioniert und somit die Situation von vor 1981 wiederhergestellt, aber schon 2009 wurde die Fusion wieder rückgängig gemacht.
Peter war Professor an der Katholischen Universität in Paris 1966 bis 1978. Noch während seines Episkopats und im Anschluss an seinen Ruhestand lehrte Peter Kanonisches Recht am St. Vladimir’s Orthodox Theological Seminary. Er wurde nach seinem Tod im St. Tichons Kloster in South Canaan, Pennsylvania, begraben.